# Barrio de San José
El Barrio San José es un barrio que se encuentra situado al oeste del casco urbano de la ciudad de Totana (Murcia, España). Es uno de los barrios más antiguos del municipio. Se encuentra formado por estrechas y empinadas calles en torno a la ermita de San José. El barrio se encuentra limitado por los extramuros, la rambla de la Santa y las Calles Alférez Crespo, Bartolomé Cayuela, San Ramón, Rosa, partiendo de dichas calles hasta los límites del casco urbano. Los edificios que lo forman son de una gran antigüedad y de  una o dos plantas. El barrio se encuentra dentro del casco antiguo de la ciudad (cuyo eje central es la Plaza de la Constitución, el Ayuntamiento y la Parroquia de Santiago).

## Historia y Patrimonio
El Barrio San José se encontraría situado en la actualidad en el antiguo Barrio de Sevilla (activo durante el siglo XVI). Totana durante los años del 1500 se encontraba dividida en dos barrios, que quedaban separados por el cauce de la Rambla de la Santa. En dirección hacia Lorca encontraríamos el denominado Barrio de Sevilla, mientras que en dirección Murcia encontraríamos el denominado Barrio de Triana. El nombre de estos barrios se debe a las relaciones comerciales que se habían establecido entre Sevilla y Totana.
Hoy en día podemos encontrar signos de aquellos barrios en el nombre de dos de las calles más importantes de la ciudad de Totana. Calle Mayor Sevilla (perteneciente en la actualidad al Barrio San José) y la calle Mayor Triana (perteneciente al Barrio de San Roque).
La proliferación de barrios fue haciéndose más frecuente en la década de 1570. Se tiene constancia del denominado Barrio del Castillo desde 1576. Nombre que recibía la mitad superior del barrio de Sevilla (actual barrio San José), delimitada por el camino de Aledo. Es muy probable que la actual calle Mayor Sevilla existiera con anterioridad, pero se transitaría con mayor frecuencia debido a la urbanización del Rodeo y del barrio del Castillo.  
También existió el Barrio del Aduar entre 1571 y 1600, con el que se hacía referencia al conjunto de viviendas situadas al oeste de la Parroquia de Santiago, en la falda baja del cerro del Castillo. Desde finales de la década de 1580 hasta principios del XVII, empezaron a renombrarse nuevas zonas, lo que permitió  un mayor número de barrios: Barrio de la Anoria, del Hospital, de las Molinas,  de Granadica...

### Arco de San Pedro o de las Ollerías
En Totana desde sus inicios siempre ha existido una preocupación por la búsqueda y mejora de la estructura hidrográfica. Esto lo podemos ver en diferentes estructuras que se han realizado a lo largo del siglo XVI, como es el caso del "Arco de las Ollerías o de San Pedro", situado en el Barrio San José. Es un acueducto construido por el totanero D. Pedro de Mora Cánovas en 1753 sobre la Rambla de la Santa. Su diseño es obra de Silvestre Martínez Teruel, artífice también de la Fuente de la Plaza Mayor. Está construido a base de sillería y ladrillo, con un diámetro de 22 metros.
Fue construido para llevar agua desde zonas de Sierra Espuña (principalmente desde el manantial de La Carrasca), hasta la fuente de Juan de Uzeta situada en la plaza de la Constitución de Totana (considerada villa en aquella época). Está bordeando la antigua zona de las Ollerías, zona a la que se trasladaron la mayoría de industrias artesanales alfareras a partir del siglo XIX, antes situadas en el barrio del otro lado de la rambla (el antiguo barrio de Triana).
En las inmediaciones, también se puede ver la Fuente de San Pedro (de agua no potable)
Es una de las obras hidráulicas del siglo XVIII mejor conservadas de la región y de las más importantes llevadas a cabo en la villa.  Al "Arco de las Ollerías" también se le conoce como el "Arco del Prado", "Arco Grande", "Arco de la Rambla" y "Arco de San Pedro".

### Cañico

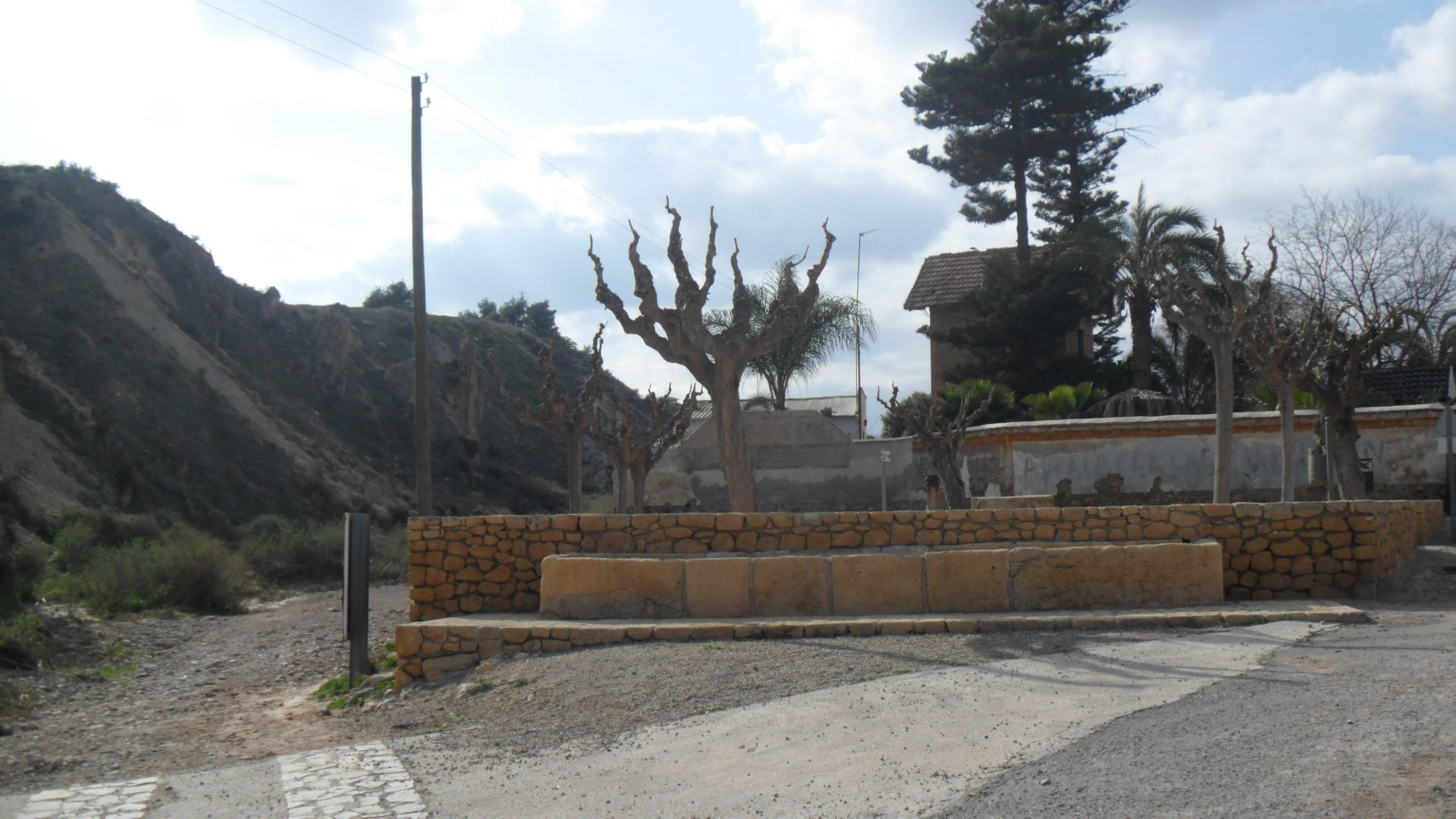
El Cañico (Totana)

Aparte de la construcción del "Arco de San Pedro o de las Ollerías", en Totana también se realizaron construcciones de acequias, caños, para así poder llevar el agua desde Sierra Espuña hasta la villa. Las mujeres tenían prohibido lavar, además de cocer lino y esparto en los caños de agua destinados para el abastecimiento humano. Para que esas actividades se pudieran realizar se señalaron lugares específicos como es el caso del "Cañico" ( antiguo lavadero situado en la calle Mayor Sevilla y construido en 1729). 
También en esa zona existía un abrevadero para los animales. La zona se conocía igualmente con el nombre del Prado. 
El Cañico consta de una pila con forma rectangular que se encuentra a los pies de un pequeño jardín. Su entorno se encuentra en la misma rivera izquierda de la rambla de la Santa.
Con el paso de los años se fue convirtiendo en una zona donde los ciudadanos iban a charlar y merendar, y donde los niños podían jugar. Aunque hoy en la actualidad se encuentra deteriorado.

### El Prado
El Prado se localizaba al oeste de la aldea de Totana, en torno a la rambla de la Santa hasta la confluencia con la rambla de los Bueyes. En diferentes puntos del cauce de la rambla, brotaba el agua. La fuente más importante del "Prado" en 1555 pudo llegar a ser la "Fuente de la Higuera" debido a su cercanía con el núcleo urbano y por estar junto al cerro del Villar. En el Prado se encontraban los parajes de la Tejera y el Tejar. 
Era un paraje ideal para el ganado y muy transitado, ya que lo atravesaba el camino que conducía a la Huerta y a Aledo.
El agua de las fuentes del Prado se destinaba desde el siglo XV al riego de la huerta de Totana, el abastecimiento de los habitantes de la aldea y a abrevar el ganado. La morera era el cultivo preponderante en la zona, seguido por la vid.
Los habitantes de Totana tenían dos opciones para abastecerse del agua del Prado: ir a las fuentes del lugar o cogerla directamente de la acequia de la balsa. Los ganados que acostumbraban a herbajear y abrevar en el Prado se convirtieron en un gran problema, ya que compartían con las personas los mismos puntos de abastecimiento.  
En 1555 se proyectaron varias intervenciones en las fuentes del Prado para evitar que animales y personas bebieran y utilizaran la misma agua. Se limitó el uso de las propias fuentes como abrevadero y se impidió que los animales pastaran en el Prado. Este espacio tampoco se libró de la actividad agrícola.

### Ermita de San José
La ermita de San José se encuentra ubicada al noroeste de la localidad de Totana, en una zona conocida como barrio del Castillo. Debido a la pobreza de los vecinos del Castillo y El Ramblar, que asistían a las misas en la Parroquia de Santiago, a la que acudían los vecinos de mayores recursos de la localidad, se solicitó al Ayuntamiento de la ciudad la construcción de ermitas en ambos barrios. 
El 21 de abril de 1693 se acordó construir la ermita de San José en el Barrio del Castillo, y en el Ramblar una ermita dedicada a los Santos médicos San Cosme y San Damián, además de la capilla del Calvario. El concejo nombró comisarios a Ginés López Cánovas y a Don Melchor López Valenzuela, para iniciar la obra de la ermita de San José. Pero el inicio de las obras se retrasó varios años. El 17 de abril de 1697 se dio por terminada la ermita, aunque en el año 1749 debido al gran deterioro, se llevó a cabo una restauración bajo la dirección del maestro de obras Alonso de Costa. 
Junto a la ermita existía una vivienda adosada a su cabecera que servía como residencia de la persona encargada de su custodia y mantenimiento.
Desde este lugar, en otro tiempo y en la festividad de San Marcos, se bendecían los campos del municipio, en la confianza de conseguir la protección divina para las cosechas, principal medio de vida de sus gentes.
La ermita de estilo Barroco y Toscano, se ubica en un extremo de una plaza. Consta de una sola nave con planta rectangular cubierta de bóveda semicircular y rodeada de un atrio. En el altar mayor se encuentra el camarín con la imagen en madera tallada del titular San José, y a cada lado de la nave principal se abren cuatro capillas. La última restauración de la ermita data del año 1995.

### Cruz de Camacho y Fuente de San Pedro

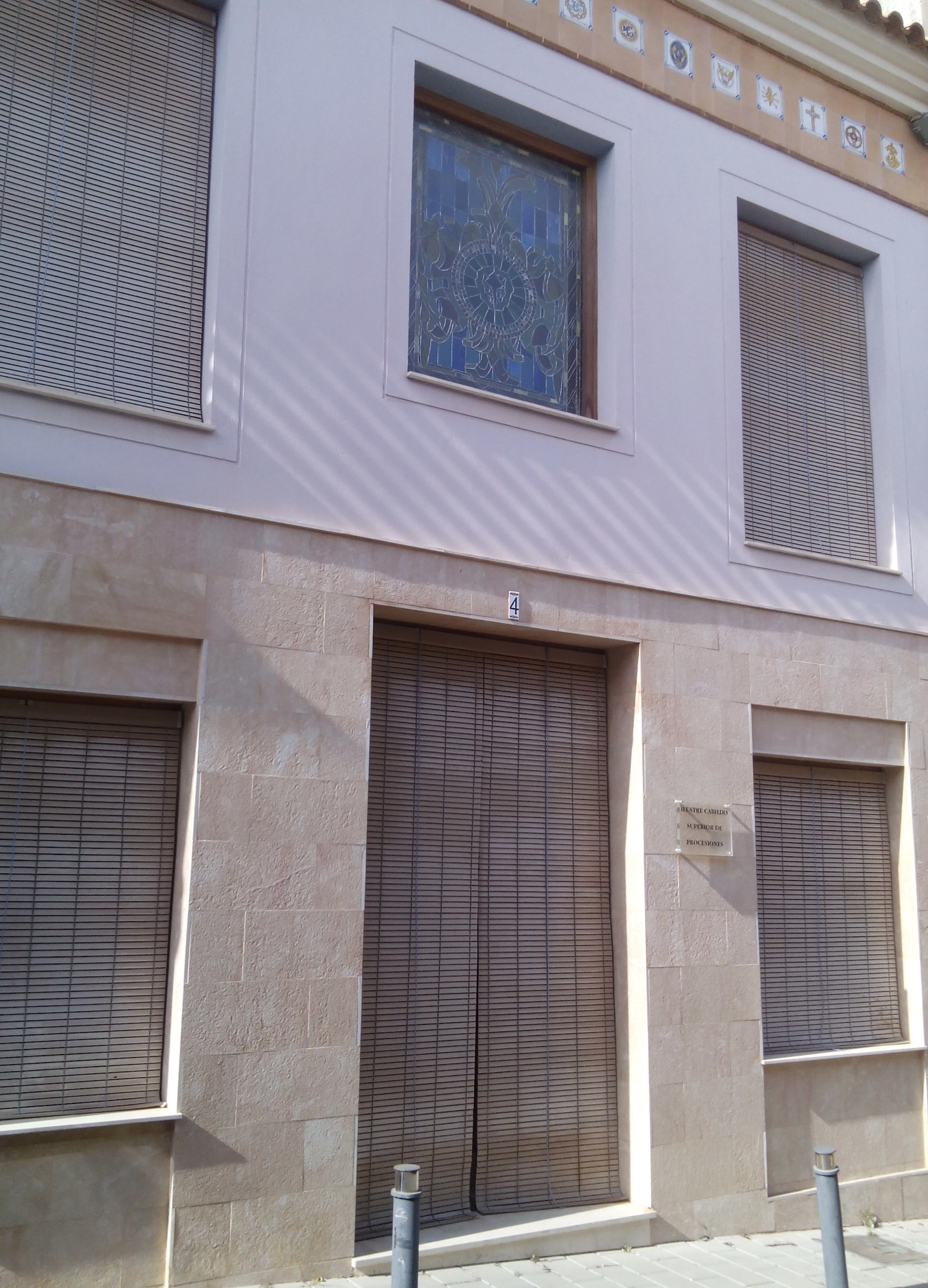
Imagen de la sede del Ilustre Cabildo Superior de Procesiones de Totana

En el barrio San José también podemos encontrar la denominada Cruz de Camacho. Situada en la calle Mayor Sevilla, es una cruz que se realizó para los caídos en la guerra civil. Esta se encuentra construida por piedra, y tras ella se encuentra un camino de tierra que nos lleva hacia la denominada Fuente de San Pedro, situada en una pequeña plaza a los pies del Arco de las Ollerías o San Pedro.

### Sede del Ilustre Cabildo Superior de Procesiones de Totana
El Ilustre Cabildo Superior de Procesiones de Totana tiene el objetivo de coordinar y promover a través de las Hermandades y Cofradías, la Semana Santa Totanera. En la década de 1950 el Ayuntamiento de Totana junto al párroco de Santiago, llevaron a cabo actuaciones con el objetivo de organizar el mundo cofrade de Totana. Esta confluencia dio como fruto la redacción de un reglamento que fue aprobado por el obispado en 1952 y adoptado por todas la Cofradías y Hermandades de Totana. Fue a partir de 1978 cuando se creó la Junta de Procesiones de Totana. Las reuniones que se celebraban en el salón del Ayuntamiento pasaron a celebrarse en los salones del templo de Santiago. 
En 2001 se iniciaron los trámites para la adquisición de un local en donde poder ubicar la sede social del Cabildo. La obra fue diseñada y dirigida por el arquitecto totanero Francisco Guerao López. En diciembre de 2003 se inauguró la que desde entonces es sede de esta institución totanera y que se encuentra ubicada en la calle Castillo (Barrio San José).

### Calle Mayor Sevilla
La calle Mayor Sevilla es una calle que atravesaba la villa de Totana en el siglo XVI de oeste a este, paralelamente al curso descrito por la rambla de la Santa. Esta calle unió el núcleo tradicional de la villa con el nuevo centro civil. En ella se encontraban viviendas y talleres de zapateros, artesanos y carpinteros. En la actualidad podemos observar las enormes casas con sus rejas (denominadas de "Buche de paloma") y con colores llamativos como el azul o el amarillo.

### Yacimiento arqueológico de las Cabezuelas

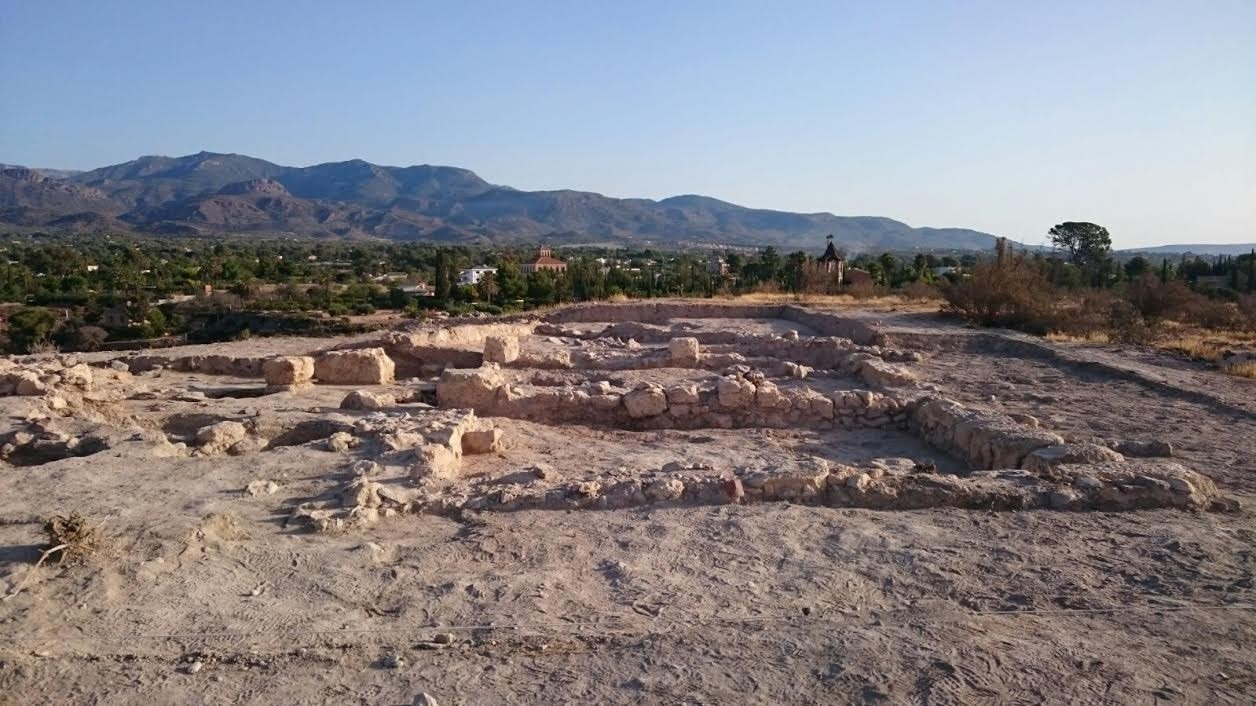
Yacimiento arqueológico "Las Cabezuelas" (Totana)

El yacimiento arqueológico de "Las Cabezuelas" se encuentra situado al Oeste del casco urbano de Totana sobre un cerro de margas neógenas, rodeado por la Rambla de La Santa y el Barranco Villar. Es considerado la cuna y origen de la actual localidad de Totana. Según los últimos hallazgos, el yacimiento abarca 4 etapas históricas: Bronce Tardío, Época Ibérica, Romana y Andalusí. Los indicios más antiguos de ocupación humana en el yacimiento se remontan a la Edad del Bronce (Bronce Tardío), cuando gentes procedentes de otros emplazamientos decidieron asentarse en lugares como este. La cultura predominante y por la que se conoce al yacimiento de "Las Cabezuelas" es la cultura Ibérica, aunque la fase Romana también debió de ser muy relevante ya que se pueden apreciar gran cantidad de materiales adscritos a esta cronología. También se han encontrado materiales de cronología Andalusí, que delatan una nueva ocupación del cabezo al menos a partir del siglo IX
Fue hacia 1970 cuando tuvo lugar el hecho más desafortunado en la historia de este yacimiento, ya que según diversos testimonios el yacimiento de "Las Cabezuelas" fue objeto de desmonte y transformación mediante maquinaria pesada. Durante esas labores se produjeron hallazgos arqueológicos relevantes. Se llevó a cabo una excavación de urgencia y valoración de los destrozos cuya noticia llegó hasta el entonces director del Museo Arqueológico Provincial de Murcia, Manuel Jorge Aragoneses, quien se desplazó al lugar para comprobar el alcance de los destrozos y plantear una excavación de urgencia. La intervención proporcionó interesantes hallazgos, sobre todo cerámicos, algunos de los cuales pasaron a formar parte de los fondos del Museo Arqueológico de Lorca en los años 80 y otros  se depositaron en el Museo Arqueológico de Murcia. Terminada la intervención, el yacimiento quedó nuevamente en estado de abandono a merced de saqueadores clandestinos. En el año 2014, se retomaron las excavaciones impulsadas por la Asociación "Kalathos” para la puesta en valor de esta zona  
Este asentamiento fue de gran importancia, ya que permitió la continuidad del poblamiento de Totana, en la antigua zona conocida como el Barrio de las Cabezuelas y el Castillo, actualmente conocida como Barrio San José.

### Parque Ginés Sánchez Cánovas "El Palomo"

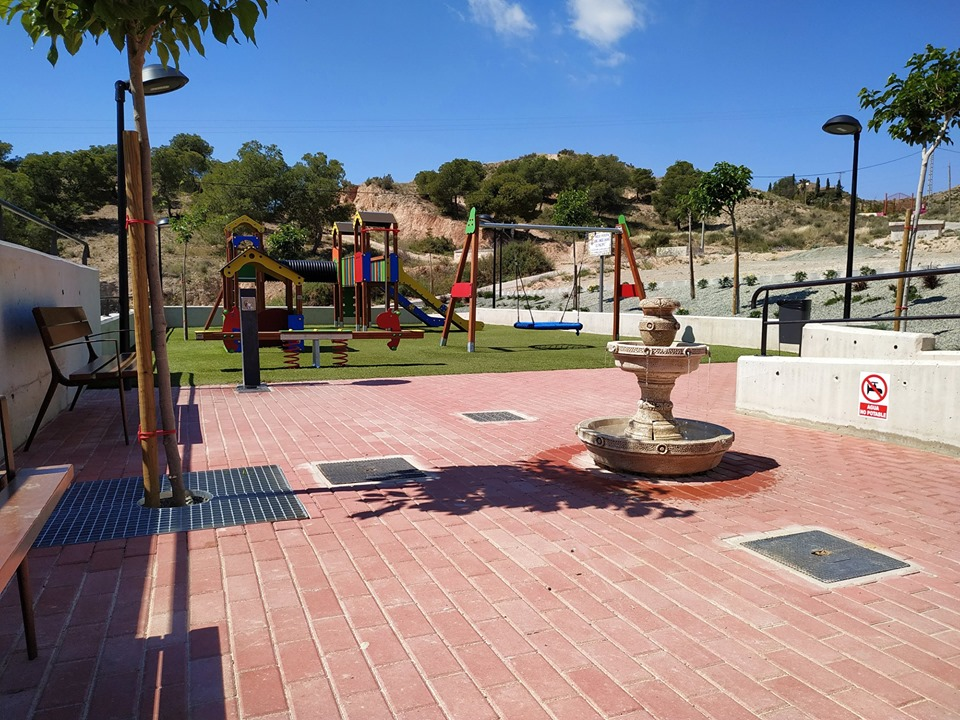
Parque del Barrio San José (Totana)

El 5 de mayo de 2019 tuvo lugar el acto de nombramiento del parque Infantil y zonas verdes del Barrio San José. La asamblea de socios del Barrio decidió por unanimidad aprobar nombrar al parque Ginés Sánchez Cánovas “El Palomo". Uno de los impulsores, que junto a otras personas lucharon,  por el desarrollo y renovación del Barrio: construcción del muro de la Ermita, las escaleras, alumbrado y agua potable. Antes de descubrir la placa, la sobrina de Ginés Sánchez leyó una poesía escrita por el propio Ginés en 1982. 

Son las siete y media de la mañana 
Me despierto alegre y con esmero
Pensando que este día 
Es el último de enero.
Hoy 31 de enero,
será día inolvidable
Por festejar en este día,
el día de lo formidable.

Día deseado por mí
Para poder festejar
Con todos los vecinos
admirables de verdad.

No es un mito sino una verdad
Lo que esta asociación
en tan poco tiempo 
Ha podido realizar.

Con la ayuda desinteresada,
Con unos vecinos formidables,
Y con la ayuda de los concejales,
Se han realizado cosas.

Se han conseguido hechos
Que ya tenemos a la vista,
Lo bueno o lo malo
que hemos hecho.

Nadie en aquellos días esperaba
El arreglo de San José
Aunque quedará como está
Y no sea lo que fue.

Se ha arreglado San José
Que es toda una admiración
Para todos los vecinos
Y para nuestra población.

Ya se va terminando la escuela
Que es una realidad
De las más bonitas vistas
En esta bella ciudad.

Para echar una carta
Tenemos el buzón,
En la cañada Zamora
En un formidable rincón.

Del agua no hay que hablar,
Hoy es cosa sorprendente
Que en cualquier hora del día
Pueda lavarse la gente. 

Nos faltan muchas cosas,
Y todo el mundo lo sabemos,
Porque esta asociación
Es de hombres de los buenos.

Y no es un dicho
Sino un hecho. 
Porque está a la vista
Las cosas que se han hecho 

Como presidente de esta asociación
Os doy gracias a todos y mi felicitación
No desmayarse en la lucha que llevamos empeñada 
Ya que es bien para el barrio 
y para esta ciudad de Totana. 
Sánchez Cánovas “El Palomo" (1982)

### Hornacina de San Felipe Neri
Totana, pese a los grandes cambios y transformaciones experimentadas, aún conserva poco más de 20 hornacinas de antigüedad, tamaño y estilos muy diferentes distribuidos por sus calles. Una Hornacina es un hueco en forma de arco, que se suele dejar en el grueso de la pared maestra, para colocar en él una estatua o jarrón, y a veces en los muros de los templos, para poner un altar. Las Hornacinas responden a la devoción y fe que los dueños de las casas que las alojan tuvieron y siguen mostrando hacia determinados Santos.
Las hornacinas materializan la devoción popular a lo largo de los siglos en Totana. En el Barrio San José, podemos encontrar una de ellas, situada en la confluencia de las calles San Felipe, Peligros y Romero. Es la llamada hornacina de San Felipe Neri. La instalación de esta hornacina estaría relacionada con la existencia de un Oratorio en la villa desde finales del siglo XVII hasta el siglo XIX.
Otra de las Hornacinas situadas en el entorno del Barrio San José es la de San Ramón (Nonato), situada entre en la esquina de las calles Doña Águeda y San Ramón. Es una de las más antiguas de la ciudad. 

### Imagen de San José

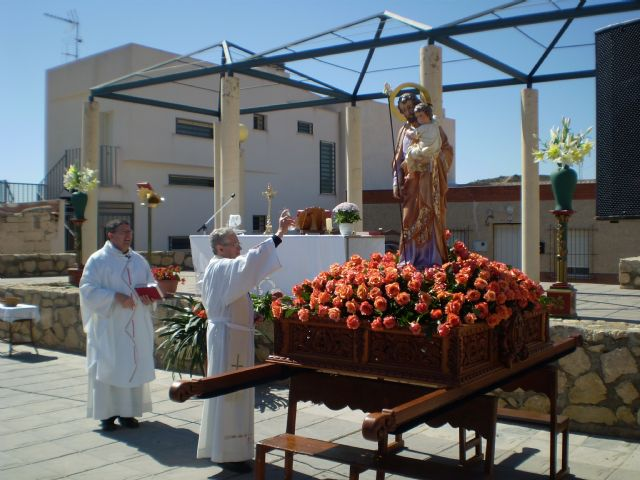
Inauguración trono e imagen de San José (Totana)

Durante años, el barrio San José no disponía de una imagen de su titular en miniatura para procesionar por las calles del Barrio. Por ello, se recurría a la imagen de La Virgen de las Huertas (ubicada en la Parroquia de Santiago) para procesionar. En 2011, con la formación de la nueva junta directiva de la asociación de vecinos, se adquirió la imagen de San José y un nuevo trono, que desde entonces procesionaría por las calles del barrio. La procesión siempre ha tenido el mismo recorrido, exceptuando tres años que se modificó (2010, 2011 y 2012). Durante esos tres años la procesión pasó por la Calle García Alix, eliminando la subida y el paso por la Calle San José
Actualmente se mantiene el recorrido tradicional, con la subida por la Cuesta de San José. Durante la semana de las fiestas, los vecinos/as adornan sus calles con banderas, convirtiendo al barrio San José un lugar único y especial.

### Garrucha en las calles
En algunas casas del barrio podemos encontrar empotrados en los muros de la fachada unas barras de hierro o madera con un gancho en la punta sobre la ventana del camarote o cámara. En estos apéndices se colocaba una garrucha o polea que servía para subir el género directamente de la calle a la cámara sin tener que entrar a la casa y subir por las escaleras. La cámara o camarote era donde antiguamente se guardaba la cosecha, se almacenaban los productos del campo y los de la matanza del cerdo para su posterior venta o subsistencia de la familia.
Generalmente la carga se transportaba en carro desde el campo y se descargaba directamente en el suelo, debajo de la ventana de la cámara. Con la ayuda de capazos o serones y gracias a la garrucha, se iba subiendo el género para almacenarlo, ahorrándose tiempo y esfuerzo. Gran parte de estas barras de madera o hierro desaparecieron con la transformación urbana a partir de los años 60 y 70 del pasado siglo
Aunque la mayoría de estos soportes que podemos encontrar en la actualidad se encuentran en la zona más antigua de Totana: calles Esteban, San Felipe, San Ramón, García Alix...

### Colegio Público San José
El Colegio San José, se encuentra situado en la periferia de la Localidad de Totana, en la parte alta del Barrio San José, cerca de "Las Cabezuelas". Comenzó a funcionar en el año 1982, con una plantilla inicial bastante reducida. En un principio contaba con 6 unidades de E.B.G. y 2 de Párvulos, que fue incrementándose con el paso de los años. Las primeras excursiones, se organizaban en las proximidades del colegio (calles del barrio y cabezuelas).
En el año 2007, el colegio tuvo que suspender las clases debido a los daños causados por el temporal de viento, que afectó a ocho aulas de la segunda planta y parte del patio exterior. En el año 2010 se inauguraron las obras de ampliación del colegio del barrio "San José", que contaría desde entonces con un salón de actos, una sala de profesores y cuatro aulas más. Desde el año 2019, el colegio cuenta con una pista polideportiva cubierta y reformada. 
En la actualidad cuenta con 17 unidades, 4 de Ed. Infantil y 13 de Ed. Primaria.  Son 31 maestros y cuenta con más de 300 alumnos, además de un comedor escolar.

## Proyectos
En el Barrio San José se han proyectado una gran variedad de proyectos, algunos de ellos se han ejecutado y otros por el contrario se paralizaron o no se llevaron a cabo. 

### Cementerio Municipal
En 1854 el Ayuntamiento de la villa recibió una comunicación del Gobierno de la Provincia informando de la existencia de cólera en Pontevedra instando al Concejo a adoptar medidas de prevención. En el verano de 1855 se detectaron en Totana los primeros brotes de cólera, contabilizándose 172 muertes en agosto de ese año. La epidemia se controló rápidamente, pero una de las principales medidas adoptadas fue la decisión de llevar a cabo los enterramientos fuera del templo de Santiago, dónde en aquellos momentos se enterraban a las personas que morían. Esta decisión fue motivada por la obligación establecida en 1787 durante el reinado de Carlos III para re-establecer los cementerios fuera del poblado. 
La Corporación municipal acordó formar Camposantos fuera de la villa. Se eligió para ello un terreno situado en el paraje de Las Piezas Viejas y conocido como el "Bancal de los muertos". En el Otoño de 1804 Totana sufrió la llegada de la fiebre amarilla. La Iglesia que contaba con 600 sepulturas y que era uno de los principales focos, impulsó la resolución del problema. En 1803 se planificó un primer proyecto que iba a ser sufragado a partes iguales por la Encomienda,  la Fábrica de
la Iglesia y el Ayuntamiento, siendo los propios vecinos los encargados de comprar los materiales y  la construir el cementerio. 
Se visitaron varios terrenos en busca de la localización más adecuada. En 1806, a propuesta de Vicente González Arnao, se plantea un primer cementerio en las inmediaciones de la ermita de San José. El diseño era proyecto de uno de los arquitectos más importantes en el territorio murciano, Juan Cayetano Morata. El Ayuntamiento aprobó la propuesta. 
El proyecto tenía que seguir las normas establecidas por la Real Cédula de Carlos III, que aconsejaba utilizar como capilla ermitas construidas con anterioridad. De esta forma se abarataban los costes. El coste total sería de 19.896 reales, cantidad bastante elevada en aquella época.  
Finalmente no se realizó por las dificultades económicas y la guerra. Además se consideró que el terreno situado alrededor de la ermita de San José era excesivamente cercano al poblado. La nueva epidemia ocurrida durante 1811, aceleró la construcción del cementerio en los alrededores de las calles de San Antonio, Piqueras y calle de las Ánimas. La construcción  era más sencilla y carecía de capilla. En 1878 el Ayuntamiento inició los trámites para realizar un nuevo cementerio, escogiendo un terreno en la Costera. Pasarían dos años hasta que se empezara a edificar, dando lugar al actual cementerio municipal de Totana.  

## Asociación de Vecinos
El Barrio San José, en la actualidad cuenta con una asociación de vecinos denominada "Asociación de Vecinos de San José de la Huerta", situada en la calle Andalucía. 
A través de dicha asociación, los vecinos manifiestan sus necesidades y los componentes de la asociación (elegidos por los vecinos del barrio cada cuatro años), trasladan esas necesidades los políticos de la ciudad. También las asociación de vecinos se encarga de la organización de las fiestas del Barrio, que se celebran entre finales de agosto y principios de septiembre.
En el año 2009, se convocaron elecciones, siendo elegida una nueva junta directiva. Únicamente podrán formar parte de dicha asociación los vecinos comprendidos dentro de los límites del barrio, teniendo estos la mayoría de edad. 
En el año 2024, se convocaron elecciones tras cumplirse el periodo de mandato, siendo renombrada de nuevo la Junta Directiva anterior, con varias modificaciones. En la actualidad cuenta con un Presidente, una vicepresidenta, un tesorero y un secretario.  

### Fiestas

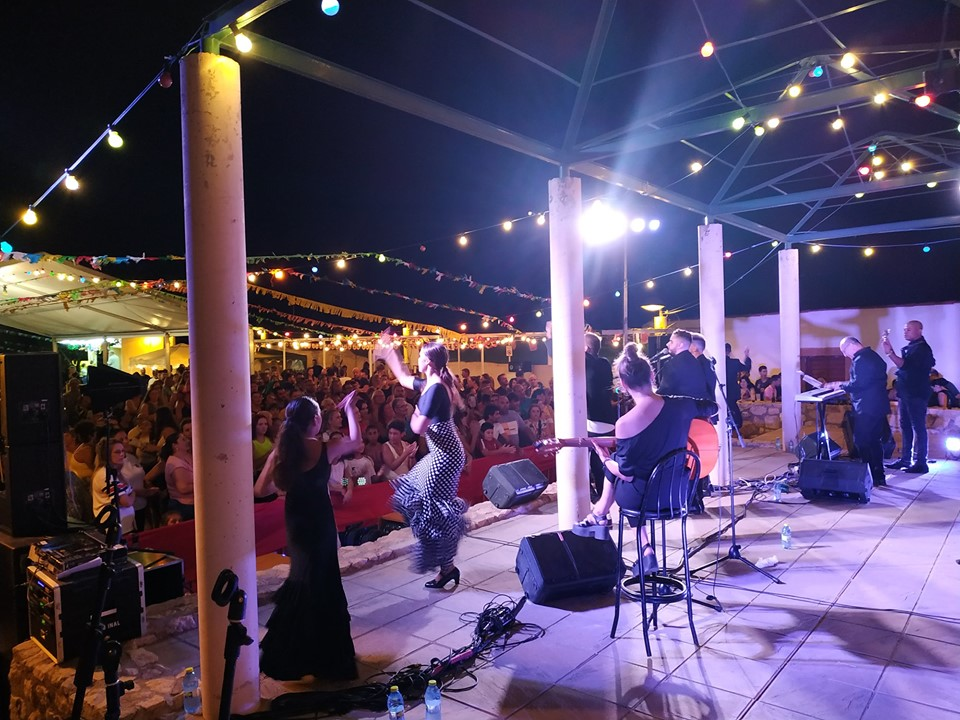

Las Fiestas en honor a San José, se celebran en el Barrio durante la última semana de agosto y la primera de septiembre. Tras varios años de estabilidad, y tras el relevo de la junta directiva en 2009, las Fiestas del Barrio San José tomaron un nuevo rumbo. Durante tres días (viernes, sábado y domingo), se organizan actividades para todas las edades. 

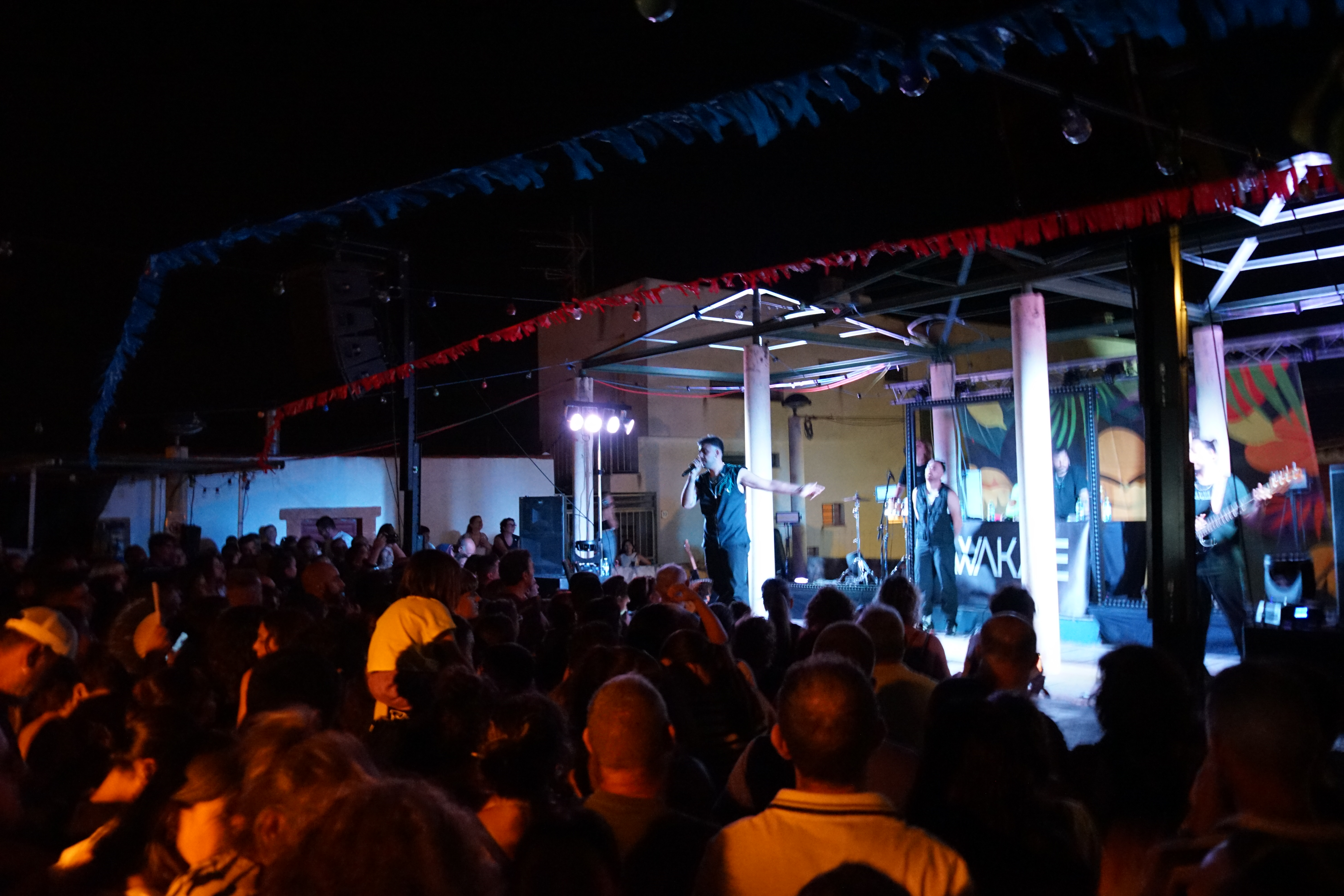

La fórmula habitual llevada a cabo durante estos últimos años consiste en un chupinazo el viernes a las 21:00 horas, y posterior actuación de un grupo musical. El sábado por la mañana se realizan juegos populares (sillas musicales, rompe-ollas, coger la cinta en bici, entre otros). Por la tarde se realiza la Santa Misa en la ermita del Barrio, y seguidamente la procesión acompañada por una de las bandas de cornetas y tambores de Totana. Al concluir la procesión, comienza la actuación de un nuevo grupo musical. El domingo por la mañana se celebra la Fiesta de la Espuma, paella popular y por la tarde Juegos Populares, concluyendo las fiestas con un gran castillo de fuegos artificiales. 
Durante los últimos años, las Fiestas del Barrio San José han contado con la actuación de artistas de reconocido renombre como son: Salva Ortega, Pedro El Flamenkito, José María "El Luiso", D'Veleta (Aires de Veleta) y Awakate.  
Además, destaca la importancia de su Noche Flamenca, que se ha consolidado como un referente en la zona. Visitantes de otros municipios de la Región de Murcia y de comunidades autónomas colindantes llegan al barrio San José para disfrutar de una noche llena de música de pop flamenco y rumbas.